# Айола (Техас)
Айола (англ. Iola) — місто (англ. city) в США, в окрузі Граймс штату Техас. Населення — 311 особа (2020).

## Географія
Айола розташована за координатами 30°46′22″ пн. ш. 96°4′39″ зх. д. / 30.77278° пн. ш. 96.07750° зх. д. (30.772645, -96.077628).  За даними Бюро перепису населення США в 2010 році місто мало площу 2,68 км², з яких 2,67 км² — суходіл та 0,01 км² — водойми.

## Демографія
Згідно з переписом 2010 року, у місті мешкала 401 особа в 151 домогосподарстві у складі 110 родин. Густота населення становила 150 осіб/км².  Було 175 помешкань (65/км²).
Расовий склад населення:
| - 89,3 % — білих - 1,0 % — чорних або афроамериканців - 0,5 % — корінних американців - 5,0 % — осіб інших рас |

До двох чи більше рас належало 4,2 %. Частка іспаномовних становила 15,0 % від усіх жителів.
За віковим діапазоном населення розподілялося таким чином: 27,9 % — особи молодші 18 років, 62,6 % — особи у віці 18—64 років, 9,5 % — особи у віці 65 років та старші. Медіана віку мешканця становила 35,8 року. На 100 осіб жіночої статі у місті припадало 89,2 чоловіків;  на 100 жінок у віці від 18 років та старших — 96,6 чоловіків також старших 18 років.
Середній дохід на одне домашнє господарство  становив 64 385 доларів США (медіана — 54 531), а середній дохід на одну сім'ю — 71 587 доларів (медіана — 56 806). За межею бідності перебувало 11,6 % осіб, у тому числі 10,7 % дітей у віці до 18 років та 8,4 % осіб у віці 65 років та старших.
Цивільне працевлаштоване населення становило 180 осіб. Основні галузі зайнятості: освіта, охорона здоров'я та соціальна допомога — 23,3 %, мистецтво, розваги та відпочинок — 16,1 %, сільське господарство, лісництво, риболовля — 12,8 %.